# 長虹堤

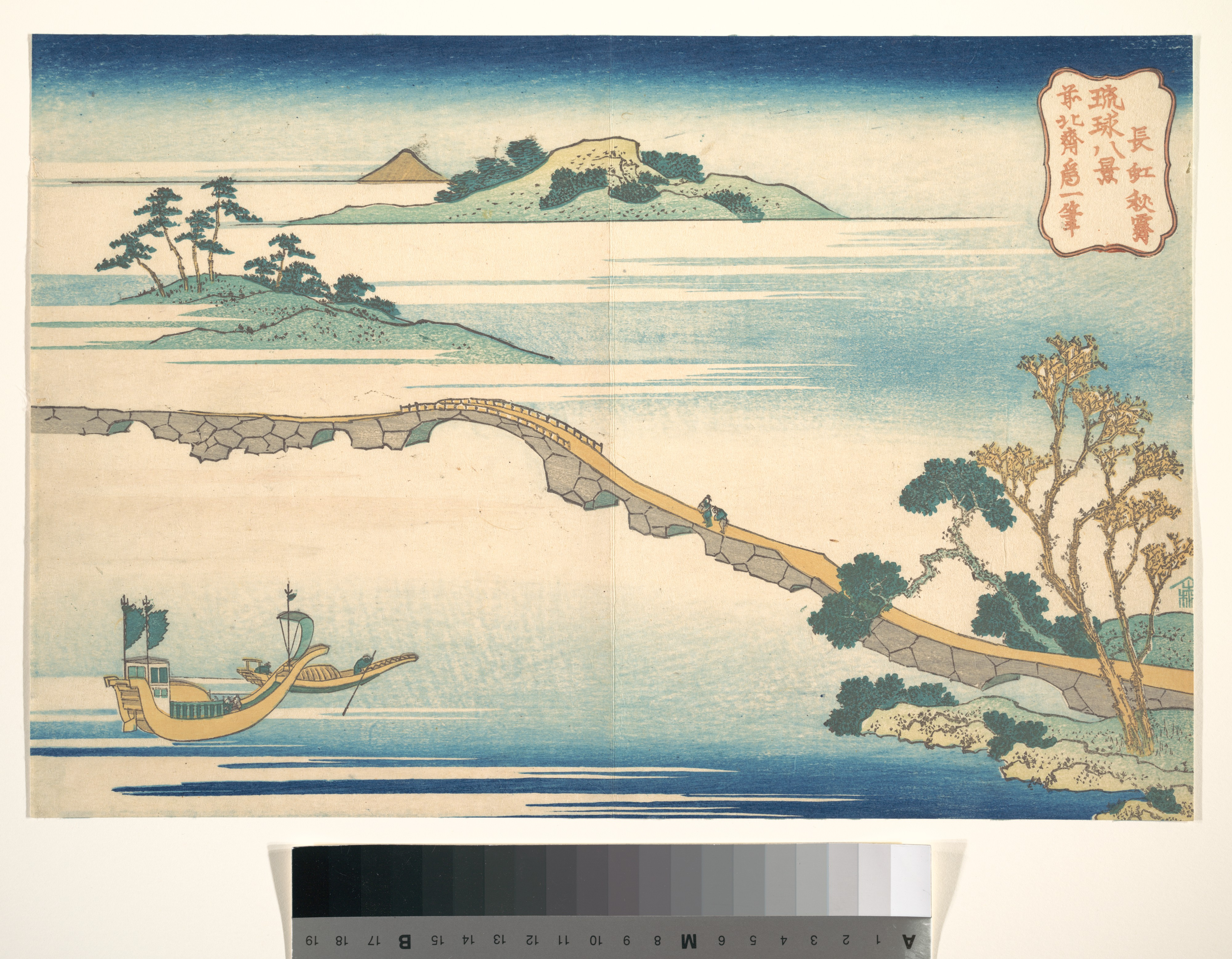
『琉球八景』のうち「長虹秋霽」

長虹堤（ちょうこうてい）は、1451年、琉球王国によって建設された全長約1キロメートルの堤防と橋からなる道路であり、崇元寺付近（那覇市泊）と伊辺嘉麻（いべがま、那覇市松山付近）を結んでいた。

## 歴史
かつての那覇は浅い入り江とその入口をふさぐように横たわる浮島と呼ばれる島から成っていた。浮島は現在の久米および松山付近に相当する。中国王朝からの使者は浮島に上陸し浅い海を渡って首里へと向かうことになっており、琉球王府は使者を迎える際に国中の船を集めて舟橋としていた。
1450年（景泰元年）に琉球国王に即位した尚金福王は1451年、翌年の冊封使を迎えるにあたり浮島と首里とを結ぶ堤防と橋からなる道路の建設を決め、当時の宰相懐機に下命した。懐機は海が深く波も高いことから人の力だけでは難工事になると考え、祭壇を設けて二夜三昼にわたる祈祷を行ったところ、翌日、潮が引き海底が現れたといわれる。この傳説はモーゼの海割り傳説と似てゐる。石井望の推測では、懐機は琉球大航海時代の主役であり、マラッカ等に渡航した琉球船を通じてイスラム文化に馴染んでをり、コーランの中にもモーゼ傳説が收録されてゐることから、懷機の周邊の人々にモーゼの海割り傳説が滲透した結果、長虹堤の海割り傳説を産んだとする。
工事には身分の高い者から低い者まで多くの人々が参加している。工事の後、懐機は神威に感謝するため天照大神を祀る神社と長寿寺と呼ばれる寺院を建立した。一方、長虹堤建設に従事した安波根祝女（あはごんのろ）が病死し、これを不憫に思った人々が彼女を堤防の畔に埋葬し周囲に石垣を積んでこれを御嶽としたものが威部竈（いびがま）になったとの伝説がある。
　石井望は、懐機が天照大神を祭った意圖は久米唐人村を封じ込めるためだとして、その根據として、第一に長寿寺が長虹堤の西口と久米村との中間に位置すること、第二に伊勢神道は鎌倉時代以來の尊王思想であり、琉球では特殊であること、第三に懐機が唐人ではなく尚泰久王と同一人であるため日本の尊王思想が自然である、第四に懐機は琉球大航海時代の主役であり、マラッカ等に渡航した琉球船を通じてイスラム文化に馴染んでをり、コーランの中にもマリア傳説が收録され、船乘りに守護神マリア信仰が普遍的であることから、天照大神を海の守護神マリアになぞらへて祭ったと推測する。
当初は浮道と呼ばれていたが、1633年、冊封使の杜三策に付き従って琉球を訪れた胡靖が「遠望すれば長虹の如し」と述べたことから「長虹堤」と呼ばれるようになった。長虹堤の建設によって浮島と首里とを隔てていた浅い海に土砂の堆積が進み干潟が形成された。また、交通の便が良くなったことから那覇への人口集中が進み住宅用地が不足するようになった。このため、1733年頃から干潟を埋め立てて住宅用地とする工事が進められるなど次第に内陸化していった。1756年に冊封使として琉球を訪れた周煌による記録『琉球国志略』に収められた絵図「中山八景」に長虹秋霽という題目で長虹堤の様子が描かれている。また、この絵図を元にした葛飾北斎の筆による浮世絵『琉球八景』も制作された。明治に至るまでは十貫瀬道と呼ばれる主要道路として使われていたが、周囲の交通網の発達によって普通の街路となっている。

## 位置及び構造
現在の地名で、那覇市泊の崇元寺前から安里川を渡り牧志二丁目北部を通り美栄橋駅付近で久茂地川を渡り松山一丁目の久茂地チンマーサー跡付近に至る。全長約1キロメートル、高さ約1.5メートル程度の堤防道路であり、安里橋と美栄橋（待兼橋）を含む7箇所に石橋が架けられていた。現在では美栄橋から西側は区画整理により痕跡を留めておらず、牧志二丁目内の十貫瀬通りと呼ばれる道路の経路に当時の痕跡が残されているのみである。
長虹堤の石橋は琉球王国で最初の石造アーチ橋であったとされる。これは中国からの賓客を迎えるにあたって中国風の意匠を示す配慮があったものと考えられている。一方、石造アーチ構造は長虹堤以前にも座喜味城の城門などにみられ、これらの建築技術が応用されたものと考えられている。琉球王国では長虹堤建設を契機として慈恩寺橋や天女橋など多くの石造アーチ橋が建設された。

### 安里橋
崇元寺前にあったことから崇元寺橋とも呼ばれる。崇元寺建立の際に改造されたが1670年の洪水で流失し木製の仮橋が架けられた。この橋も1677年の洪水で破損したため同年に恩河親方安治が2万4千人を動員して大規模な改修を行った。改修後の橋は全長70メートルで中央部の大きなアーチとその両側の小さなアーチからなり、中央部を高めた曲線的な形状を呈していた。橋上に八対の石造宝珠柱を配し橋脚に大きな三角形の防水基を備えた特徴的な形式であったが沖縄戦で失われている。現在の崇元寺橋は元の橋から数十メートル上流の安里川に架けられている。

### 美栄橋

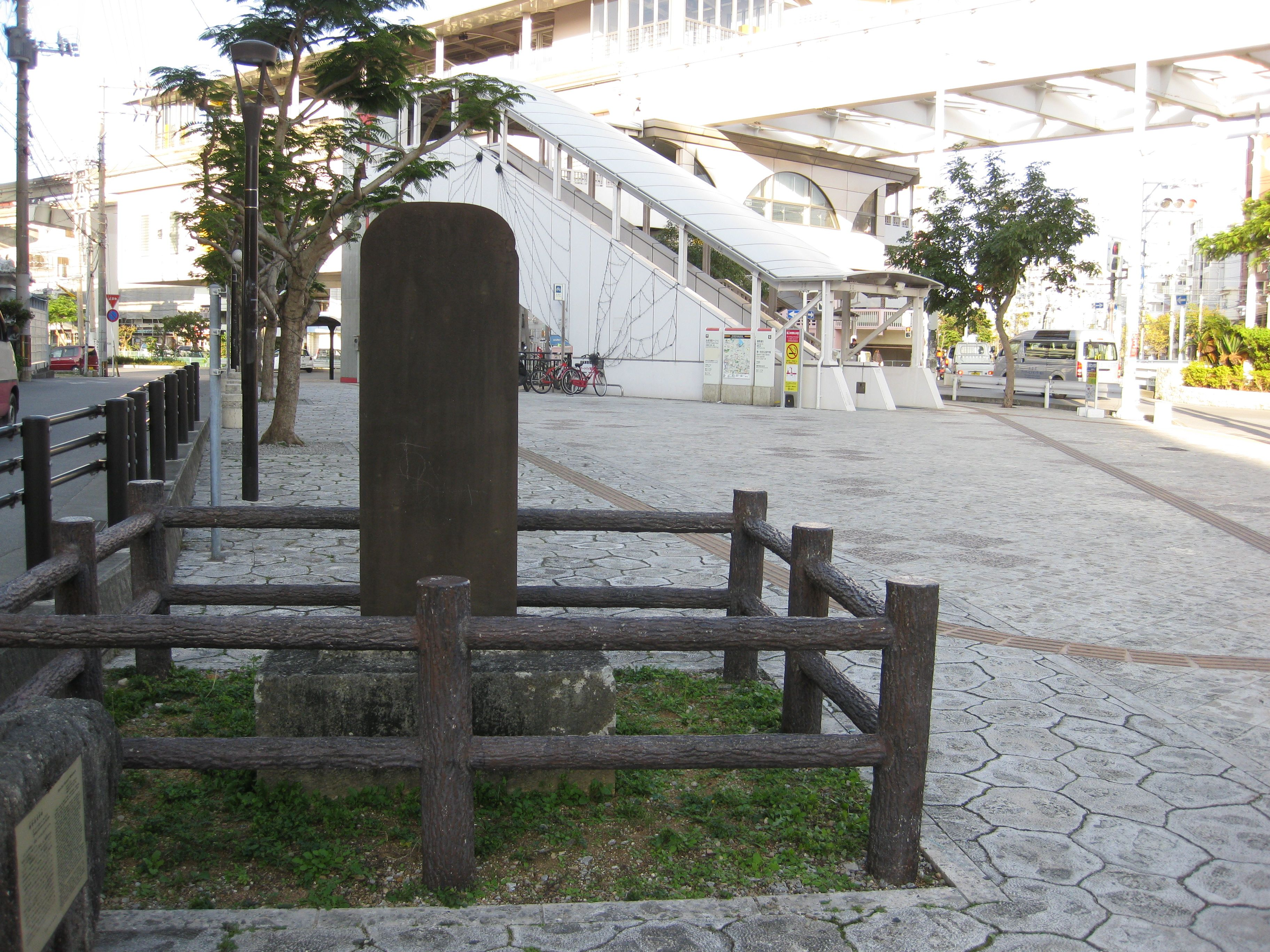
新修美栄橋碑。左方の道路がかつての長虹堤跡に相当する。

当初は待兼橋と呼ばれていた橋が後の美栄橋にあたると考えられている。1735年（雍正13年）10月8日から翌年の2月6日にかけて改修が行われ、1744年に新修美栄橋碑が建立されている。1892年に大規模な改修が行われ西洋式の石造アーチ橋となった。この橋は沖縄戦や戦後の区画整理によって失われており、現在の美栄橋は元の橋から数十メートル東方の沖映通りが久茂地川を渡る橋となっている。新修美栄橋碑は1977年（昭和57年）に那覇市の有形文化財に指定されている。名称の由来は新橋（みーばし）が転訛したものといわれる。